# Puhjajar
Puhjajar is een bestuurslaag in het regentschap Kediri van de provincie Oost-Java, Indonesië. Puhjajar telt 2119 inwoners (volkstelling 2010).